# Euselasia regipennis
Euselasia regipennis is een vlindersoort uit de familie van de prachtvlinders (Riodinidae), onderfamilie Euselasiinae.
Euselasia regipennis werd in 1872 beschreven door Butler & H. Druce.